# Csatlós
A csatlós egy szereplőtípus, egy állandó jellegű társ vagy "fegyverhordozó", aki segédkezik egy nála magasabb pozícióban lévő "vezérnek" vagy "tanítónak".
Az irodalomban leggyakrabban a hős állandó segítőjére utal, ahol az a szerepe, hogy gyengébbnek mutatkozzon a hősnél (hogy azt az olvasó még inkább értékelni tudja), olyan kérdéseket tegyen fel, amiket az olvasó is feltenne, és elvégezze azokat a feladatokat, amik nem lennének méltóak a hőshöz, amik közül az egyik sokszor az, hogy vicces is legyen. Néhány amerikai Western-csatlós sikeresebb volt, mint a hősök a sorozatokban, amikben szerepeltek!
Jellegzetes csatlósok például:
- Sancho Panza:  Don Quijote csatlósa.
- Dr. Watson: Sherlock Holmes csatlósa. A történeteket az ő „naplói” mesélik el. Watson, mint exkatona Holmesnak néha mint „az erő embere” is jó szolgálatot tesz a szolgálati revolverével.
- Arthur Hastings kapitány: Hercule Poirot csatlósa, hasonló szerepben, mint dr. Watson. Exkatona, romantikus lelkű és híján van a képzelőerőnek.
- Obelix: Asterix csatlósa.
- Robin: Batman ifjú segítője. Személyazonosságát többen is magukra öltötték.
- Ron Weasley: Harry Potter csatlósa.
- Csavardi Samu: Zsákos Frodó legfontosabb segítője (J. R. R. Tolkien: A Gyűrűk Ura)